# Джуліан Барам
Джуліан Барам (англ. Julian Barham; нар. 23 лютого 1965) — колишній американський тенісист.
Найвищу одиночну позицію світового рейтингу — 629 місце досяг 12 червня 1989, парну — 149 місце — 17 жовтня 1988 року.

## Титули на челленджерах

### Парний розряд: (1)
| Ранг | Рік  | Турнір                        | Покриття | Партнер     | Суперники                    | Рахунок  |
| ---- | ---- | ----------------------------- | -------- | ----------- | ---------------------------- | -------- |
| 1.   | 1988 | Вайблінген, Західна Німеччина | Ґрунт    | Рікард Берг | Уго Коломбіні Сімоне Коломбо | 6–4, 7–5 |